# Futbol'nyj Klub Kristall Smolensk
Il Kristall Smolensk, ufficialmente Futbol'nyj Klub Kristall Smolensk (in russo Футбольный клуб Кристалл Смоленск?), era una società di calcio russa con sede a Smolensk.

## Storia
Fondata nel 1992, in concomitanza con il dissolvimento dell'Unione Sovietica, andò di fatto a sostituire l'Iskra Smolensk, formazione concittadina che aveva partecipato ai campionati sovietici e che stava andando incontro al fallimento.
Iscritto nel 1993 alla Vtoraja Liga (terza serie del campionato russo), fu immediatamente retrocesso a causa della riforma dei campionati e della nascita della Tret'ja Liga. L'anno successivo, però, vinse immediatamente il Girone 4 di tale campionato tornando in Vtoraja Liga; due anni più tardi, grazie al secondo posto nel Girone Centro, arrivò in Pervaja Liga. In questo periodo assunse il nome di CSK VVS-Kristall, tornando alla denominazione originale nel 1998.
Rimase in seconda divisione fino al 2003, anno in cui il ventesimo posto finale significò retrocessione; il 27 gennaio 2004 il club fu sciolto. Ebbe come miglior risultato il 4º posto nel 1998.
Prese il suo posto l'FK Smolensk, in seguito rinominato Dnepr Smolensk.

## Strutture
Lo Stadio Spartak di Smolensk, che ospitava le partite interne, ha una capacità di 12.500 spettatori.

## Palmarès

### Competizioni nazionali
- Tret'ja Liga: 1

1994 (Girone 4)

### Altri piazzamenti
- Vtoroj divizion:

Secondo posto: 1996 (Girone Centro)

## Statistiche e record

### Partecipazione ai campionati
| Livello | Categoria    | Partecipazioni | Debutto | Ultima stagione | Totale |
| ------- | ------------ | -------------- | ------- | --------------- | ------ |
| 2º      | Pervaja liga | 1              | 1997    | 1997            | 7      |
| 2º      | Pervaja liga | 6              | 1998    | 2003            | 7      |
| 3º      | Vtoraja liga | 3              | 1993    | 1996            | 2      |
| 4º      | Tret'ja Liga | 1              | 1994    | 1994            | 1      |